# Francesco Casanova

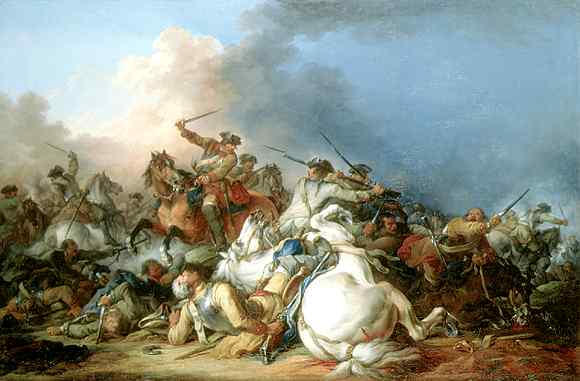
Cavalerieslag (1763, Louvre)

Francesco Giuseppe Casanova (Londen, 1 juni 1727 – Mödling, 8 juli 1803) was een Italiaans schilder die in Frankrijk bekendheid verwierf, vooral met veldslagtaferelen. Hij had een jongere broer Giovanni die ook schilderde. Beiden werden postuum in roem overtroffen door een derde broer, de avonturier Giacomo Casanova.

## Levensloop
Casanova werd geboren in Londen, waar zijn ouders Zanetta Farussi en Gaetano Casanova een toneelopdracht hadden. Later keerden ze terug naar Venetië, waar Francesco in de leer ging bij Guardi en Francesco Simonini. In 1751 vergezelde hij Giacomo naar Parijs en, na de dood van zijn leermeester Charles Parrocel, naar Dresden. Bij zijn tweede passage in Parijs, vanaf 1757, kende hij succes. Hij nam deel aan de salon van 1761 en werd geprezen door Diderot. Hij trouwde het volgende jaar met de danseres Marie-Jeanne Jolivet. Nog een jaar later mocht hij lid worden van de Académie en werd zijn toetredingsschilderij, Combat de Cavalerie, op de salon tentoongesteld. Deze keer toonde Diderot zich uiterst kritisch en liet hij niet onvermeld dat de hand van Casanova's leerling Philippe-Jacques de Loutherbourg vermoed werd achter zijn beste stukken. Niettemin maakte hij internationaal naam. Tsarina Catharina bestelde werk (1768) en Lodewijk XV liet zijn vier 'rampenschilderijen' aankopen (1773).
In 1775, twee jaar na de dood van zijn echtgenote, hertrouwde Casanova met Jeanne-Catherine Delachaux. Volgens Giacomo Casanova verplichtte ze hem in 1783 naar Wenen te verhuizen. Zeker is dat hij de aanzienlijke verloning voor zijn doeken en kartons systematisch verbraste. In Wenen genoot hij de bescherming van kanselier Kaunitz en leefde hij op grote voet. Opnieuw ruïneerde hij zich en in 1803, kort voor zijn dood, lieten zijn schuldeisers hem failliet verklaren.

## Rampenreeks
In 1773 kocht Jean Benjamin de Laborde namens Louis XV een reeks van vier rampenschilderijen aan voor 24.000 franc:

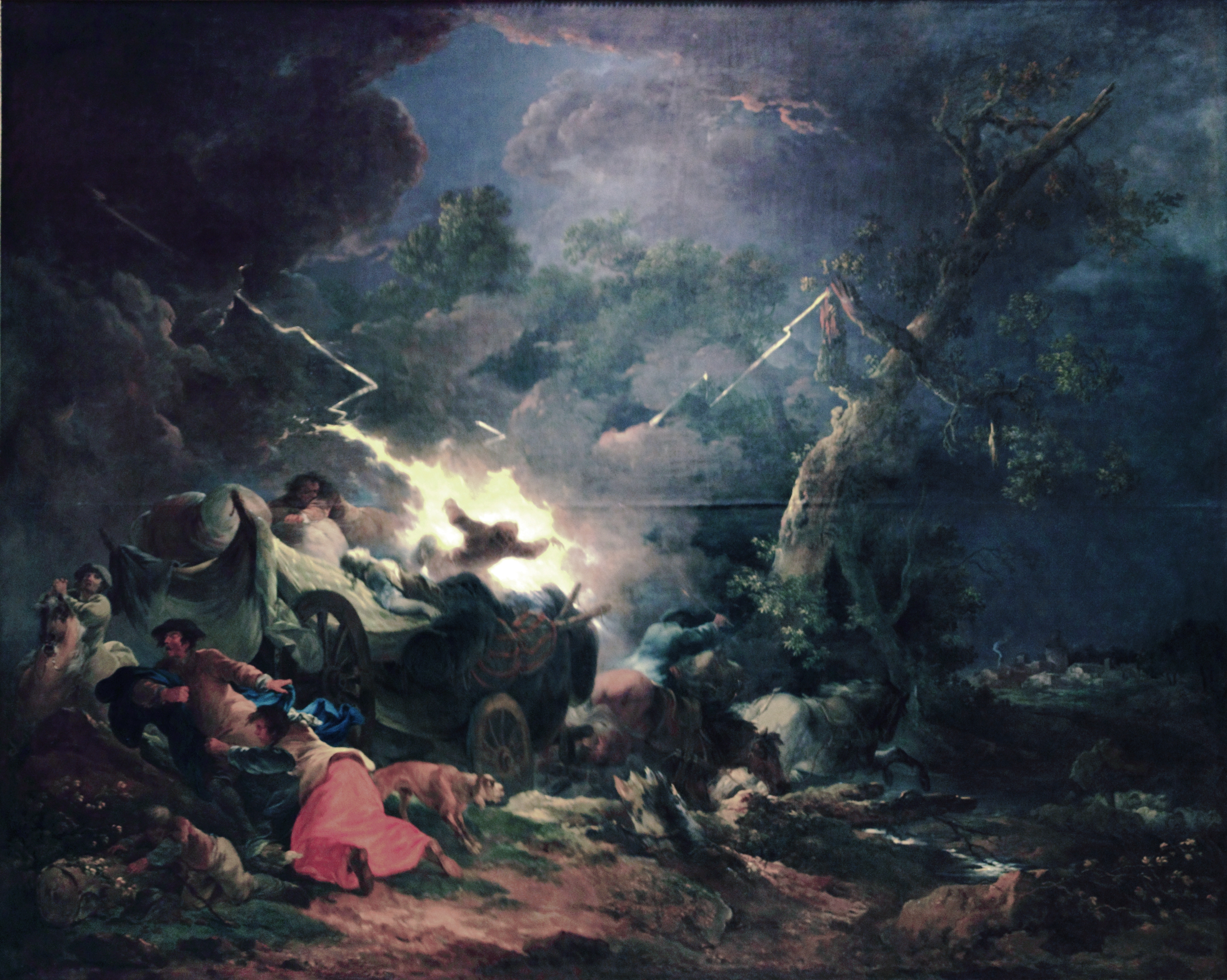
Boeren verrast door een onweer
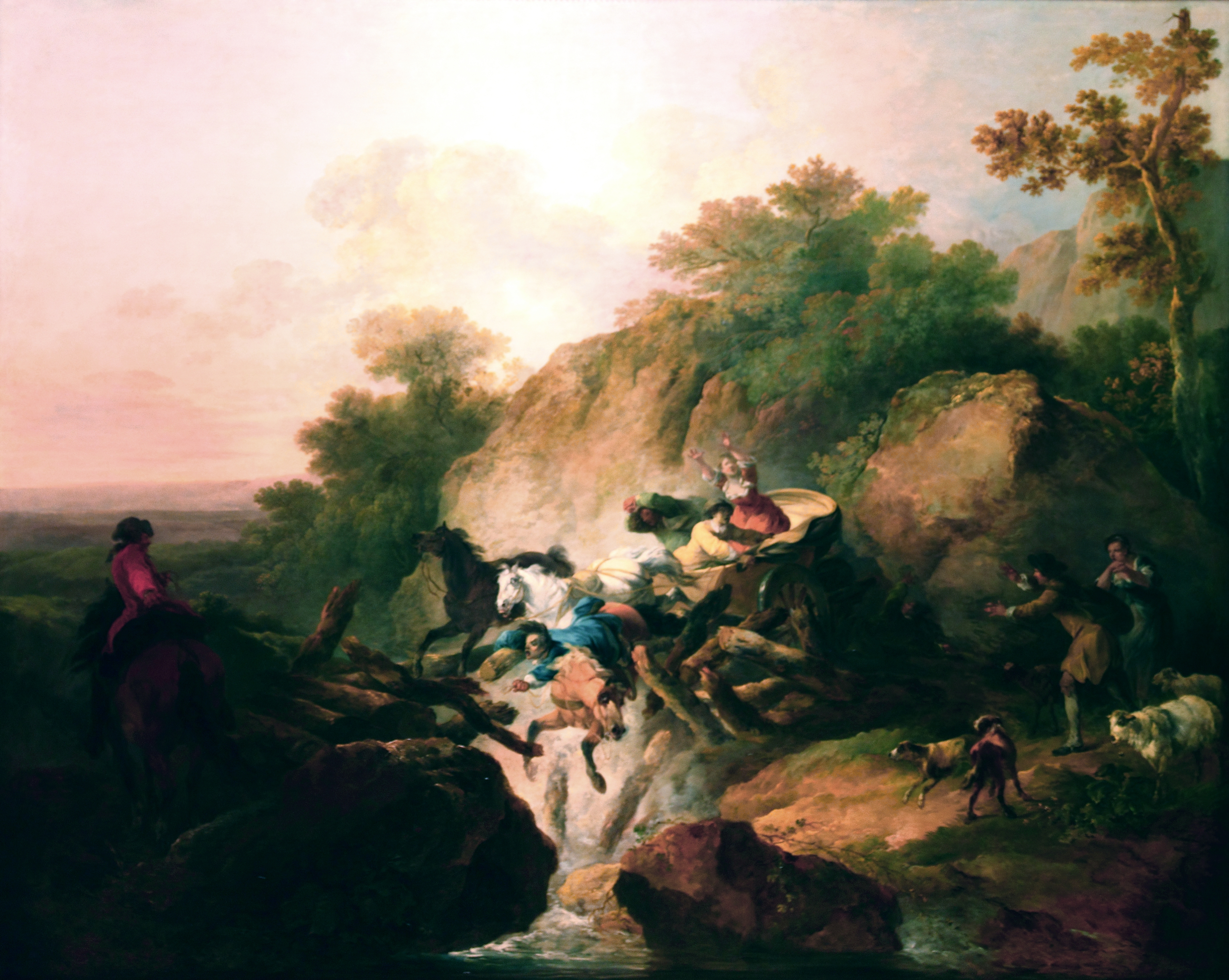
Instorting van een houten brug
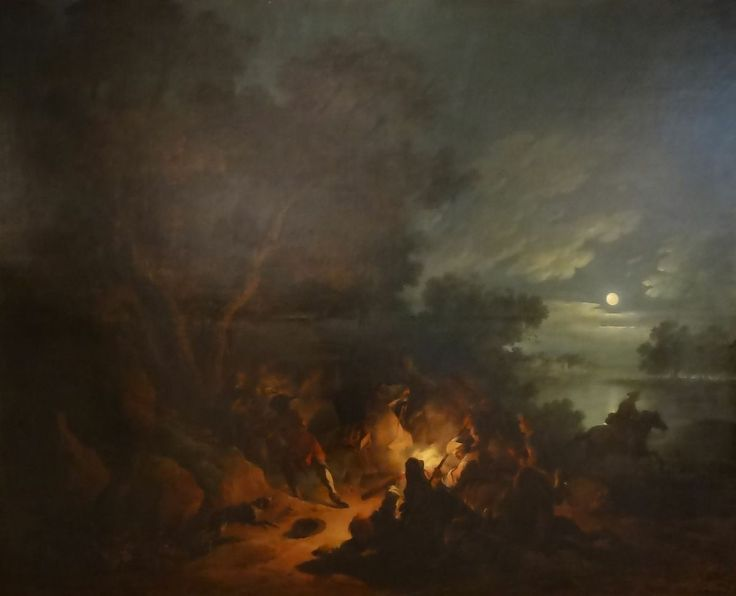
Nachtelijke roofoverval
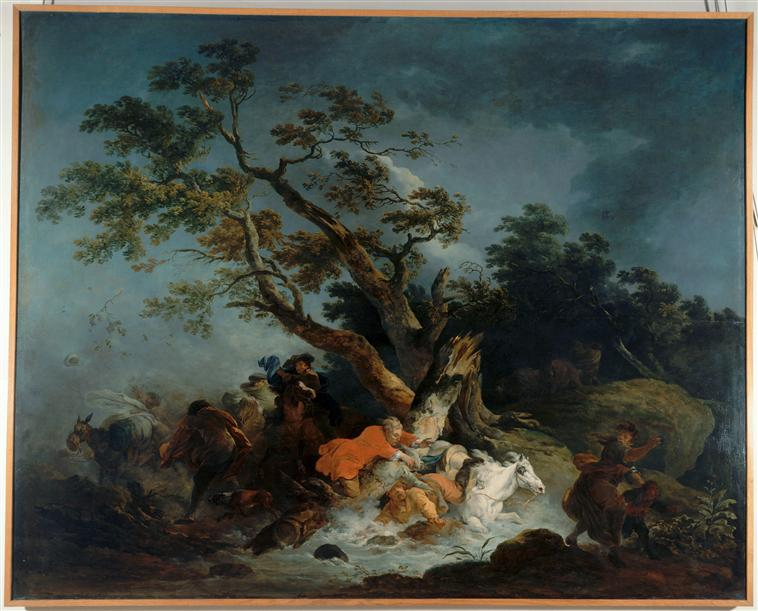
Reizigers door storm overvallen